# しゃるろっと
しゃるろっとは、日本のヴィジュアル系バンド。
2001年結成。結成当時はアルファベット表記で「Charlotte」としていた。

## 概要
跳ねたキャッチーなキャラクターとファンと一体になるライヴパフォーマンス、覚えやすいメロディアスな楽曲で人気となったバンド。ポップスから切ないバラードまで幅広いジャンルの音楽を手がける。メンバー全員で作詞・作曲を担当。青春時代をモチーフにした歌詞が多いのが特徴。
2006年9月、シングル「横浜ラブストーリー/ダイヤモンドブサイク」でユニバーサルミュージックからメジャーデビュー。同年11月17日の渋谷AXのライブチケットが完売されなければ、当ライブで解散が発表されることになっていたが、チケットは無事完売し、解散は免れることになった。
2011年4月5日にヴォーカルの和乃が急逝した事が公式サイトで発表された。同年7月3日、スターエイジ株式会社への事務所移籍に伴い「永遠に活動休止」を発表した。
活動休止の発表をしたものの、同年11月9日にはラストライブ「THE しゃるろっと」を神奈川サンフォニックスホールで開催。サポートヴォーカルは、和乃が生前に交流のあったアーティストが集結し、その中にはゴールデンボンバーのヴォーカル鬼龍院翔も含まれていた。

## メンバー
- Vocal:和乃
- Guitar:密乗
ex.キャンゼルのいっちらと「★NOハウス(ホシノハウス)」で活動中。一時期みっつ名義で活動していたが、後に表記を密乗に戻した。
- Guitar:十夜
ex.ヴィドールの樹威、ex.PhantasmagoriaのJUNと「GOTCHAROCKA (ガチャロッカ)」で活動中。
- Bass:琉華
Kouichi名義で「D4C」で活動中。
- Drums:隆祢

## ディスコグラフィ

### デモテープ
- Charlotte（2001年）
- お遊戯テープ（2002年）

### シングル
- B級アイドル伝説（2002年）
- 横浜ラブストーリー（2003年）
- 大人の基準（2003年） ※2000枚限定
- 大人の基準 2ndPress（2003年）
- 恋辛抱マンセー!!（2004年5月15日） ※3000枚限定
- 湘南平 My Love（2004年） ※配布CD
- 横浜ラブストーリー/ダイヤモンドブサイク（2006年9月6日） ※2TYPE同時発売。メジャーデビュー作品。オリコン79位。
- いただきます/ミハラシガオカ（2008年11月5日）
- 世界中で一番大切なもの/マイ・ネーム・イズ・プー太郎（2009年5月13日）

### アルバム
- 学園地獄（2004年1月1日）
- 留年決定（2005年4月1日）
- しゃるでなしブルース（2006年12月13日）初回盤に「さいこうのなつやすみでした」をボーナストラックとして収録。

### ベストアルバム
- おしゃるの学校 壱号館（2005年8月11日）
- おしゃるの学校 弐号館（2005年12月11日）

### 映像作品
- 夏休みの思い出がおっぱい-横盤-（2005年1月8日）
- 夏休みの思い出がおっぱい-浜盤-（2005年1月8日）
- 新盤〜【番組】始まるって本当ですか!?〜（2006年4月9日）
- 宿盤〜【番組】始まるって本当ですか!?〜（2006年4月9日）
- 「渋盤」06年11月17日渋谷AX【しゃるでなしブルース】涙と笑いの修学旅行（2007年6月6日） 
  - Disc2にはドキュメント映像も収録。
- 「谷盤」06年11月17日渋谷AX【しゃるでなしブルース】涙と笑いの修学旅行 (2007年6月6日)
  - Disc2にはドキュメント映像も収録。